# Bath (Michigan)
Bath – jednostka osadnicza w Stanach Zjednoczonych, w stanie Michigan, w hrabstwie Clinton.